# Podstenjšek
Podstenjšek je naselje v Občini Ilirska Bistrica.